# Gaupa
Gaupa (stylisé GAUPA) est un groupe de stoner rock suédois de Falun formé en 2017.

## Biographie
Fondé en 2017 à Falun, le groupe prend le nom de Gaupa (« lynx » en suédois) et sort en ligne un premier EP auto-produit en juin 2018. Il est pressé en 2019 par le label Kozmik Artifacts.
Gaupa joue dans plusieurs festivals dès 2018, notamment au Sweden Rock Festival et au Sabaton Open Air en 2019.
En avril 2020 sort le premier album, Feberdröm, édité par Kozmik Artifactz. Proposant huit morceaux variés et produits, l’album est décrit comme euphorisant et mêlant doom et rock progressif, allant d’un groove agressif à un blues accablé. Les chansons pour la plupart chantées en anglais, certaines en suédois. De nombreux titres de morceaux sont en suédois même si les paroles sont en anglais par choix créatif.
En 2021, Gaupa participe notamment au festival SkogsRÅrocken à Ydre et au By:Larm à Oslo. En 2022, le groupe participe au Gefle Metal Festival.
Le deuxième album, Myriad, sort le 18 novembre 2022, édité par Nuclear Blast. Album court mêlant envolées lyriques et guitares progressives, avec des paroles mystiques et naturelles,, énergiques et surréalistes.
Une tournée internationale est prévue en 2023, avec Uncle Acid and the Deadbeats et Blood Ceremony. Gaupa est à l’affiche de plusieurs festivals en 2023, dont le Desertfest à Londres et à Berlin et le Alcatraz Metal Festival.

## Musique
Gaupa a pu être comparé à des groupes tels que TesseracT, Vola, Karnivool, Elder, Hällas, Dool. La presse spécialisée décrit diversement la diversité des genres musicaux de Gaupa : rock, post-rock, doom, rock psychédélique, folk, desert rock, rock occulte ou heavy psych,. La voix de la chanteuse est souvent comparée par sa diversité et ses aigus à celle de Björk,, de Stefanie Mannaerts du groupe Brutus ou Cerys Matthews du groupe Catatonia.

## Visuel
La pochette de l’album Feberdröm est dessinée par Ekaterina Kretiv. Les pochettes de album éponyme et de Myriad ainsi que les visuels du groupe sont dessinées par l’artiste Jo Riou. Divers visuels dont celle du single « Mammon » et de plusieurs affiches de tournées sont de Joan Belda. D’autres visuels sont de Essy May.
Les clips réalisés depuis la signature avec Nuclear Blast sont du réalisateur et photographe Simon Hjortek, lui aussi de Falun. Le clip de « Mjölksyra » mêle des captations lors d’un concert au Kulturhuset et des images surréalistes. Le clip de « Moloken » met en scène une forme de mélancolie automnale suédoise,. Le clip animé pour « Exoskeleton » propose une esthétique rétro-futuriste.

## Membres
- Jimmy Hurtig – batterie
- Daniel « Danne » Nygren – guitare
- Erik « Jerka » Sävström – basse
- Emma Näslund – chant
- David Rosberg – guitare